# Lessitchovo
Lesichovo (bulgare : Лесичово) est un village dans la province de Pazardzhik, en Bulgarie. Sa population est 982 habitants en 2005. S'y tient chaque année un festival de Kukeri.